# Histoire de la langue catalane

Carte de l'évolution ethno-linguistique de l'Europe du sud-ouest.

L’histoire de la langue catalane est celle de la langue romane issue du latin vulgaire introduit au IIe siècle av. J.-C. par les colons romains au nord-est de la péninsule Ibérique et au sud de la Gaule narbonnaise. Suivant l'extension de la couronne d'Aragon, le catalan s'est ensuite implanté en direction du sud dans les régions méridionales de l'actuelle Catalogne, au Pays valencien, dans les Îles baléares, ainsi que dans certaines régions des anciens royaumes de Sardaigne et de Sicile.
Dans ses origines, le catalan est un petit groupe de parlers romans élaborés dans la Marche hispanique, à la frontière entre l'Empire de Charlemagne et les terres de la péninsule Ibérique sous domination musulmane, autour du début du IXe siècle,. Le catalan apparaît comme une branche périphérique, hispanique, du gallo-roman, apparentée de près à l’occitan,,. 
Dès ses origines, le catalan apparaît partagé sur le plan dialectal entre un bloc occidental et un bloc oriental. Cette partition n’est donc pas la conséquence d’une divergence depuis un tronc commun unique — bien que l’écart s’accentue au cours des premiers siècles — et semble s'expliquer par une variation de substrat,.
Par la suite, le domaine linguistique catalan se diffuse vers le sud en accompagnant la Reconquista, avec une première phase d’extension des comtés catalans, suivie de la conquête de Majorque puis de celle du royaume de Valence au XIIIe siècle, et enfin celle d’Alghero en Sardaigne au milieu du siècle suivant. Le catalan se consolide alors comme un ensemble homogène, un phénomène favorisé par l’inclusion au sein de la couronne d'Aragon, qui se concentre essentiellement sur la péninsule Ibérique après la perte d’une grande partie de ses influences dans le comté de Toulouse et en Provence, de tous les territoires catalanophones.
Au XIIIe siècle, le Majorquin Raymond Lulle utilise le premier une langue néo-latine pour exprimer des connaissances philosophiques, scientifiques et techniques, et apporte une contribution fondamentale à l’élaboration du catalan littéraire. À sa suite commence une période de prestige pour la langue catalane, qui rayonne dans l’ensemble du monde méditerranéen et vit un siècle d’or littéraire au XVe siècle. À partir de la fin du siècle néanmoins, avec l’union des couronnes de Castille et d'Aragon, l’usage littéraire de la langue devient marginal, les élites dirigeantes l’abandonnent au profit du castillan et commence une période de décadence, la Decadència, bien que le catalan reste très majoritairement la langue du peuple.
Au XIXe siècle, le mouvement de la Renaixença — la « Renaissance » — marque l’amorce d’un renouveau littéraire de la langue. Au début du siècle suivant, la langue catalane devient un symbole fort du nationalisme catalan et fait l’objet revendications de réhabilitation plus générales de la part de certaines élites, bien que de façon variable selon les territoires. À la proclamation de la Seconde République espagnole et la concession d’un Statut d'autonomie à la Catalogne en 1932, le catalan devient pour la première fois langue officielle de cette région, conjointement avec la langue espagnole. La période de la dictature franquiste (1939-1975) est marquée par une première phase d’interdiction et de répression généralisée de l’usage de la langue catalane, suivie par une relative libéralisation du régime, qui autorise certaines pratiques, mais en exerçant toujours censure et contrôle. Avec la Transition démocratique espagnole et l’instauration d’un modèle territorial basé sur des autonomies régionales, la langue catalane devient co-officielle avec le castillan dans les principaux territoires où elle est parlée en Espagne. Activement pratiquée dans certaines institutions universitaires, elle connaît un usage notable dans des publications de caractère scientifique. Le catalan est également langue officielle à Alghero, où elle est parlée par environ 30 % de la population. En France en revanche, comme les autres langues minoritaires, le roussillonnais ne bénéficie que d’un appui limité des institutions et connaît un fort recul dans l’époque contemporaine.
Cette page utilise l’alphabet phonétique international. Suivant les conventions internationales, entre barres obliques // sont indiqués les phonèmes et archiphonèmes (éléments phonologique), et entre crochets [] sont indiqués les phones (réalisations phonétiques). Concernant l’étymologie des noms et adjectifs, sont indiquées sauf mention contraire les formes latines correspondant à l'accusatif sans le -m final, qui n'était plus sensible en bas latin — à quelques rares exceptions près, les noms et adjectifs romans sont issus des formes de l'accusatif latin —.

## Origines de la langue catalane
Avec le déclin de l'Empire romain autour du Ve siècle, le latin parlé se trouve sous l’influence de tendances centrifuges, les changements linguistiques, dont certains demeuraient à l’état latent, se précipitent et les idiomes de la Romania se fragmentent, donnant lieu à une multitude de parlers proto-romans. Dans chaque zone, la différenciation est fondamentalement influencée par trois facteurs : la forme du latin parlé lui-même (liée à l’origine des colonisateurs), l’intensité de la romanisation et le substrat pré-romain — schématiquement, l'action du dernier sur la langue étant inversement proportionnelle à l’intensité de l'avant-dernière —. À ceux-là, on peut encore ajouter l'influence des superstrats (langues issus de contacts culturels ultérieurs à la romanisation).
La région où le catalan primitif se constitue se trouve à cheval sur deux anciennes provinces romaines : une petite partie de la Narbonnaise (dans sa partie occidentale) et, surtout, la Tarraconaise (dans sa partie nord-orientale).

### Classification et rapports avec l'occitan
Le catalan est majoritairement décrit comme une langue intermédiaire entre les groupes traditionnels gallo-roman et ibéro-roman, bien qu'on le considère de plus en plus comme appartenant au groupe des langues occitano-romanes, selon la classification établie plus récemment par Pierre Bec.
Si la proche parenté entre le catalan et l'occitan ou langue d'oc est admise — on parle souvent de llengües bessones, 'langues jumelles' —, la classification du catalan moderne n'en est pas moins exempte de débats, où les critères strictement linguistiques interfèrent avec des questions identitaires. Le catalan a été considéré comme une variante d’occitan par les premiers romanistes et d'autres auteurs par la suite, bien qu'assez rapidement la majorité des auteurs l'aient considéré comme une langue proche mais distincte.
Quelques auteurs — notamment Ramón Menéndez Pidal —, suivant un critère strictement géographique, rattachent le catalan au groupe ibéro-roman. D'autres ont développé le concept de « roman pyrénéen », incluant catalan, aragonais et gascon, idiomes présentant des concordances notables sur le plan étymologique notamment, mais ce point de vue n'a rencontré que des échos limités,,,.
Schématiquement, en plus d’un lexique moderne riche en ibérismes (particulièrement dans le groupe occidental), on peut affirmer que le catalan se distingue essentiellement de l'occitan moderne par un plus grand conservatisme (par exemple maintien de ū, et tendance au maintien intègre des groupes consonantiques savants), à côté d'un certain nombre d'innovations caractéristiques.

### Substrat pré-romain
Dans de nombreux cas, et dans celui du catalan en particulier, la question du substrat donne lieu à des débats polémiques et à des manipulations identitaires diverses (recherche des racines et d’une unité « nationales » dans les peuples anciens). Un moyen privilégié d’établir les caractéristiques du substrat pré-romain est l'étude de l'onomastique, à travers laquelle peuvent se maintenir de façon assez stable certaines formes très archaïques.
Les éléments de substrat attribués au latin vulgaire dans les zones constitutives de la langue catalane sont les suivants :
- un substrat indo-européen ancien, dont les deux principaux foyers se trouvent en Andalousie et dans une zone correspondant approximativement à la Catalogne et l’Aragon actuels[25] ;
- un substrat ibère plus récent et superficiel (peut-être lié au suivant, voir infra)[25],[26] ;
- un substrat « bascoïde » — pré-indoeuropéen, lié au basque ou au proto-basque —, commun avec l’aragonais et le gascon, concentré dans la zone pyrénéenne, dont on trouve de nombreuses traces dans la toponymie andorrane, et plus ponctuellement dans le lexique élémentaire, par exemple : estalviar « épargner » (languedocien estalviar, gascon estauviar), apparenté au basque estalbe[27],[28]. Les hautes vallées pyrénéennes se caractérisent par une romanisation plus faible et plus tardive que le reste du domaine constitutif, et donc par une situation prolongée de bilinguisme roman / basque. Le basque était encore parlé dans les comtés de Pallars et de Ribagorce au IXe siècle[29], peut-être même jusqu’au siècle suivant[30] ;
- un léger substrat celte (gaulois)[25],[31] ;
- un hypothétique substrat ligure, qui pourrait se retrouver dans certains toponymes comme Biosca[32].

La distinction entre les substrats ibère et bascoïde est souvent malaisée et ils semblent se recouper dans certains cas (la nature de l’ibère et les origines du basque demeurent tous deux très incertaines). C’est par exemple le cas de esquerra, « gauche » (languedocien et gascon esquèrra, castillan izquierda, portugais esquerda), en basque ezkerra, terme d’origine pré-romaine incertaine (mot patrimonial basque ou emprunté à une langue ibère apparentée),.
Certains auteurs pensent que les substrats basque et ibère constituent le fondement de la différenciation du bloc occidental.
Selon le linguiste valencien Manuel Sanchis Guarner, la présence d’une frontière marquée entre roussillonnais (nord-catalan) et languedocien au niveau du massif des Corbières s'explique par une moindre celtisation des zones situées au sud de ce dernier. Pour sa part, Joan Coromines pense plutôt que l’ensemble nord-catalan s'est constitué à l’origine comme un dialecte de transition vers l'occitan qui se serait désoccitanisé par la suite sous l’influence des parlers méridionaux (il soutient ainsi que le dialecte capcinois moderne est resté proche de ce qu’était le roussillonnais primitif). Badia i Margarit note toutefois qu’une bonne part des traits distinctifs du roussillonnais sont attestés très tôt.
La toponymie baléare montre des restes de la présence phénicienne, par exemple dans Eivissa ou Maó.
Dans les zones conquises tardivement par la couronne d'Aragon (Baléares et Valence), les traces d’un substrat mozarabe — descendant très arabisé du roman local primitif — très effacé se retrouvent dans quelques éléments de toponymie, par exemple Gorgos, Morello, Petra, Ripelles, qui laissent apparaître le caractère très conservateur de ces parlers (conservation de -o final et, surtout, absence de voisement des occlusives sourdes).

### Romanisation

Populations et langues de la péninsule ibérique vers 300 av. J.-C.
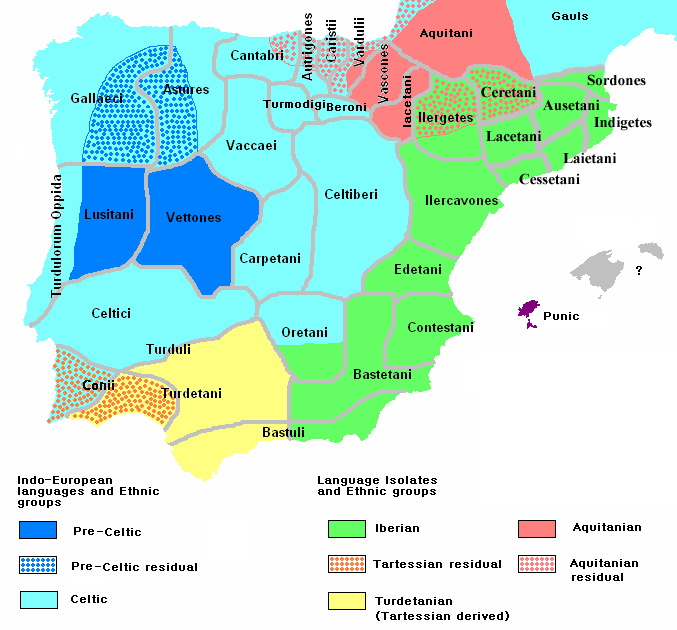
Ethnographie vers -200
Péninsule ibérique vers -100
Implantation romaine
L’Hispanie citérieure vers -27
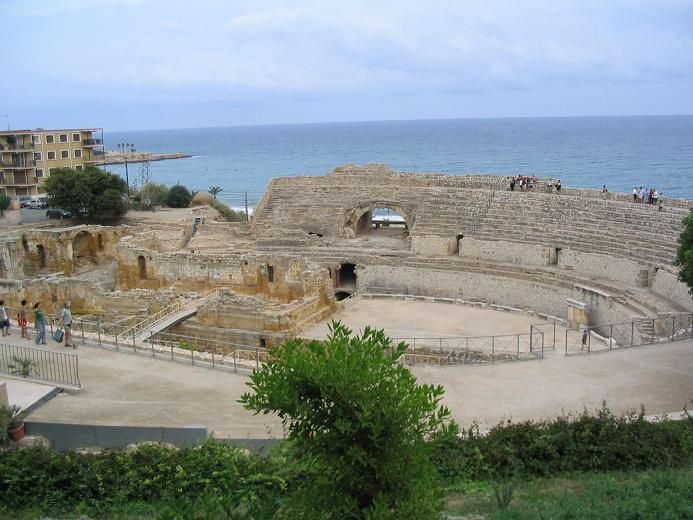
Amphithéâtre de Tarragone

Les Romains débarquent pour la première fois dans la péninsule Ibérique à Empúries en 218 av. J.-C., dans le cadre de la première guerre contre Carthage. Le consul Cnaeus Cornelius Scipio Calvus se lance dans la conquête de toute la côte catalane jusqu'à l'Èbre et affronte les tribus indigènes (ilergetes, lacetanes et ausetanes), alliées aux Carthaginois. Après l'expulsion définitive de ces derniers, Tarraco (future Tarragone) est transformé en campement d'hiver des légions romaines, puis acquiert ensuite le statut de place forte, après la construction du port et des murailles d'après les ordres de Scipion, ce qui vaut à la cité le titre de  Tarraco Scipionum opus donné par Pline l'ancien (Ier siècle av. J.-C.). Elle devient capitale d’une nouvelle province romaine, l’Hispanie citérieure, qui couvre la côte méditerranéenne des Pyrénées à Carthagène. Avec l'extension des conquêtes romaines vers l'intérieur des terres, cette province devient la Tarraconaise, qui couvre le territoire allant de la Méditerranée à la Galice et au nord du Portugal actuel.

### Le latin vulgaire
Comme dans le reste de la Romania, le latin parlé par les colons romains  diffère du latin classique par plusieurs traits importants  (voir le paragraphe #Synthèse de grammaire historique pour plus de détails) :
- sur le plan phonologique, les voyelles brèves et longues ne sont plus distinguées, l’opposition entre les deux types se trouvant substituée par un réagencement simplifié basé sur une opposition entre voyelles ouvertes et voyelles fermées respectivement ;
- ĭ et ĕ post-toniques[Quoi ?] se palatalisent (formation d’un yod [j]) : BAL-NĔ-U, DĬ-ŬR-NU > BAL-NĬU, DĬŬR-NU, qui donneront en catalan bany ([ˈbaɲ], « bain ») et jorn ([ˈ(d͡)ʒoɾn], « jour ») ;
- le système de déclinaisons est très dégradé, la perte du -m entraînant la disparition du nominatif et un bouleversement morpho-syntaxique ;
- chute de certaines voyelles en position faible (prétoniques ou post-toniques dans les proparoxytons) : … ;
- un lexique innovant : par exemple, les termes classiques MĔNSA (« table »), COMĔDĔRE (« manger ») sont respectivement remplacés par TABŬLA et  MANDUCĀRE > taula, menjar (comparer avec les castillan, portugais-galicien et asturien mesa et comer).

### Partition entre blocs occidental et oriental
Les différentes explications proposées concernant l'origine et l'ancienneté de la partition du catalan en deux blocs dialectaux font appel à des facteurs divers comme l'influence du substrat pré-romain (ibère ou indo-européen), mozarabe, les processus de romanisation, d'arabisation ou encore celui du repeuplement suivant la reconquête des terres musulmanes, et aucune ne fait l'unanimité au sein des spécialistes,. On a en particulier voulu voir une influence décisive de l'ibère et du basque dans la différenciation du bloc occidental primitif. Sanchis Guarner a défendu que le mozarabe est responsable en tant que substrat du traitement en [e] de ĭ et ē toniques latins dans le bloc occidental. Il s'agit quoi qu'il en soit d'une partition précoce, constitutive.
Au XIIIe siècle, on observe des variations dans le traitement vocalique qui annoncent la future partition, avec la neutralisation de l'opposition entre a et e prétoniques en une moyenne centrale [ə] dans les régions orientales. À la fin du XVe siècle, a et e post-toniques sont également neutralisés, et on observe une tendance à la fermeture de [o] atone en [u].

### Le protoroman catalan
D’importantes difficultés surgissent à l’heure d’expliquer la forme du catalan prélittéraire. En effet, le latin vulgaire du nord-est de l’Hispanie est extrêmement peu documenté et ne fait pas apparaître de différence significative entre le latin de ce qui deviendra la Vieille Catalogne et celui du reste de la péninsule Ibérique. La linguistique comparative amène à supposer l’existence d’un diasystème du latin de la Tarraconaise et de la Narbonnaise distinct du diasystème bétique, nettement plus archaïque, qui donnera naissance aux autres langues romanes de la péninsule.
En ce qui concerne les traits évolutifs, le catalan s’inscrit de plain-pied dans l’ensemble roman occidental, au sein duquel il présente un certain éclectisme, avec une majorité de caractéristiques communes avec le gallo-roman et un plus petit nombre qui le rapprochent de l’ibéro-roman,,. Certains mots latins n’ont laissé de descendants patrimoniaux (non-savant) connus qu’en catalan, par exemple : LABE > (a)llau « avalanche », REPUDĬĀRE > rebutjar « rejeter ».

#### Superstrats

##### Superstrat germanique
Entre les Ve et VIIe siècles, les Wisigoths envahissent l'Hispanie. Ils fondent un royaume, avec tout d’abord comme capitale Toulouse en 418, puis Tolède en 567.
Le lexique d’origine germanique est important en catalan (beaucoup plus qu’en castillan par exemple). Néannmoins, tous les mots germaniques ne proviennent de ce substrat wisigoth, car une bonne part d’entre eux ont été transmis dès l’époque romaine en raison de l’important brassage avec des Germains au sein de l’armée romaine (dans ce cas les langues germaniques ont agi en tant qu’adstrat).

##### Superstrat arabe
Pour ce qui est de la Catalogne, la présence musulmane fut trop éphémère pour s'implanter très efficacement. Le catalan a néanmoins emprunté bon nombre de mots courants aux Arabes, dont la culture jouissait d’un prestige certain, notamment dans les registres des techniques agricoles, de la botanique et de l’administration, par exemple séquia (de l’arabe سَاقِيَة sāqiyah, « irrigation », voir seguia), quitrà (« goudron »), albercoc « abricot », carxofa « artichaut », etc. La grande majorité sont également attestés en castillan — avec une plus fréquente agglutination de l'article — : acequia, alquitrán, albaricoque, alcachofa.
Dans les territoires conquis plus tardivement (notamment royaumes de Valence et de Majorque), le superstrat arabe n’aura qu’une influence extrêmement secondaire sur la langue déjà constituée.
Le castillan dispose de plusieurs milliers de mots courants issus de l'arabe, contre environ deux-cents seulement en catalan.
La toponymie valencienne est particulièrement fournie en arabismes (quelques exemples parmi les grandes ou moyennes villes de la région : Alacant, Alfafar, Algemesí, Alzira, Benicarló, Benicàssim, Benigànim, Benetússer, etc.).

## DuIXeauXIIIesiècle: L’ancien catalan

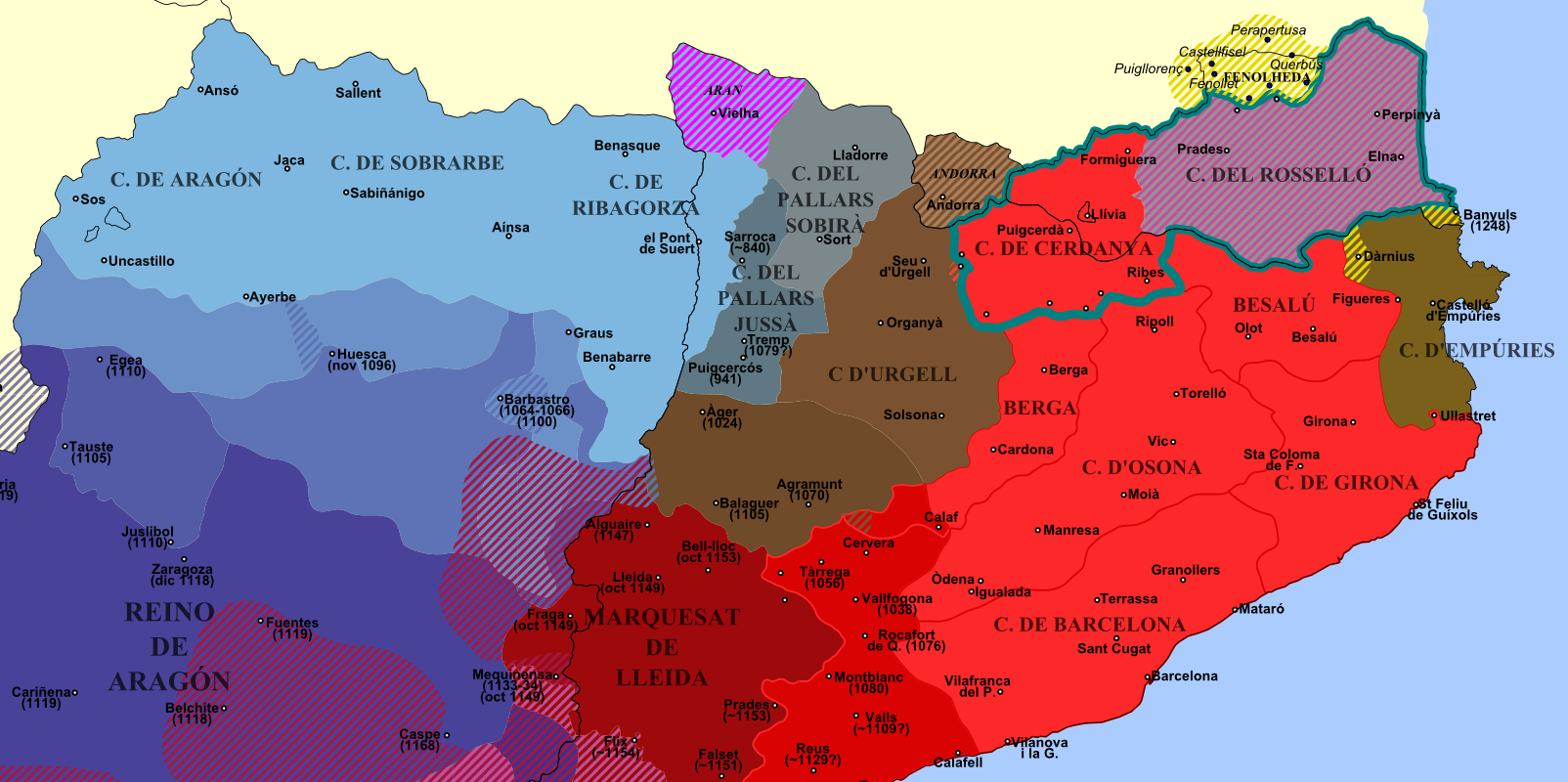
n
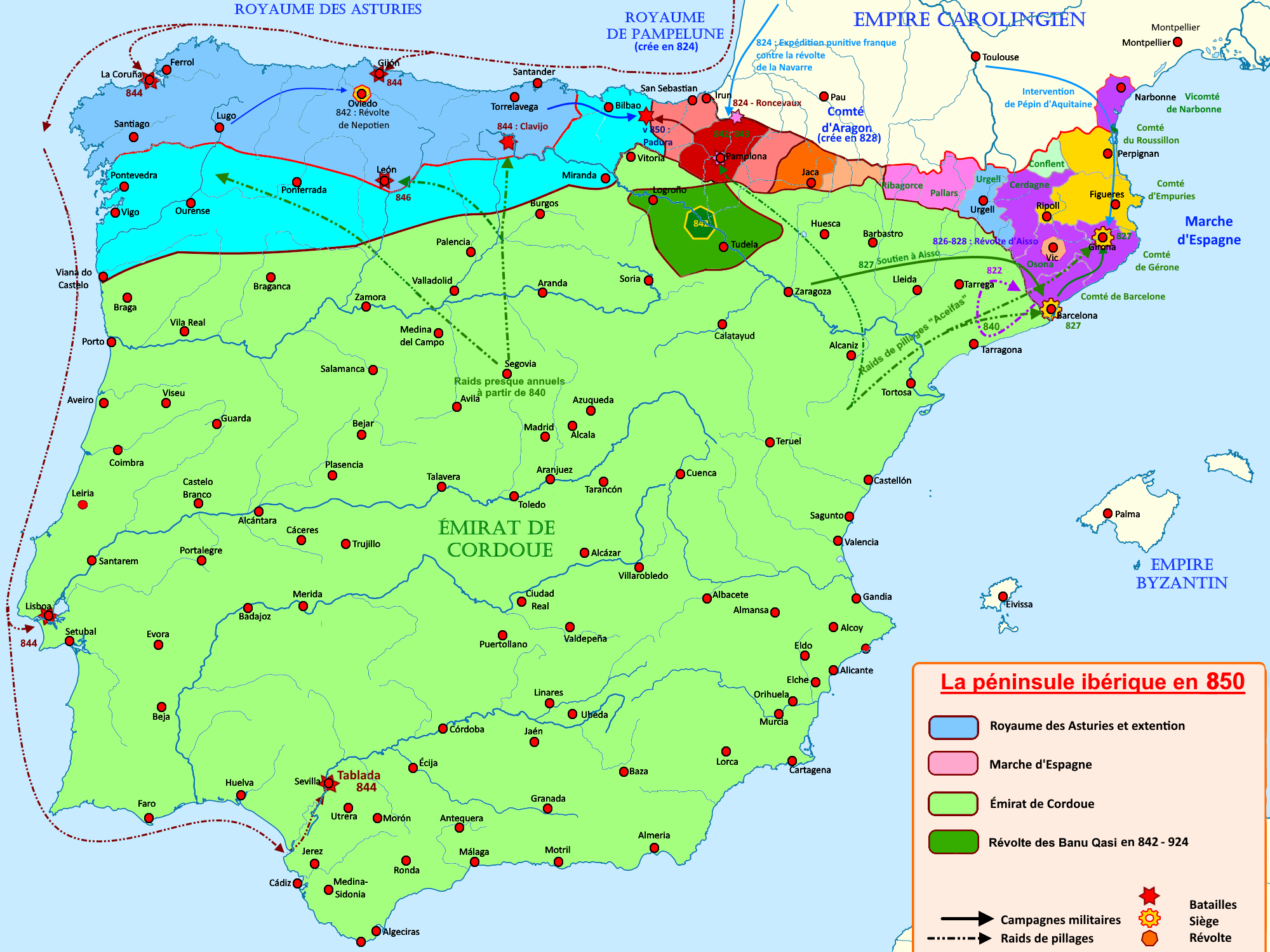
Carte de la péninsule Ibérique en 850.

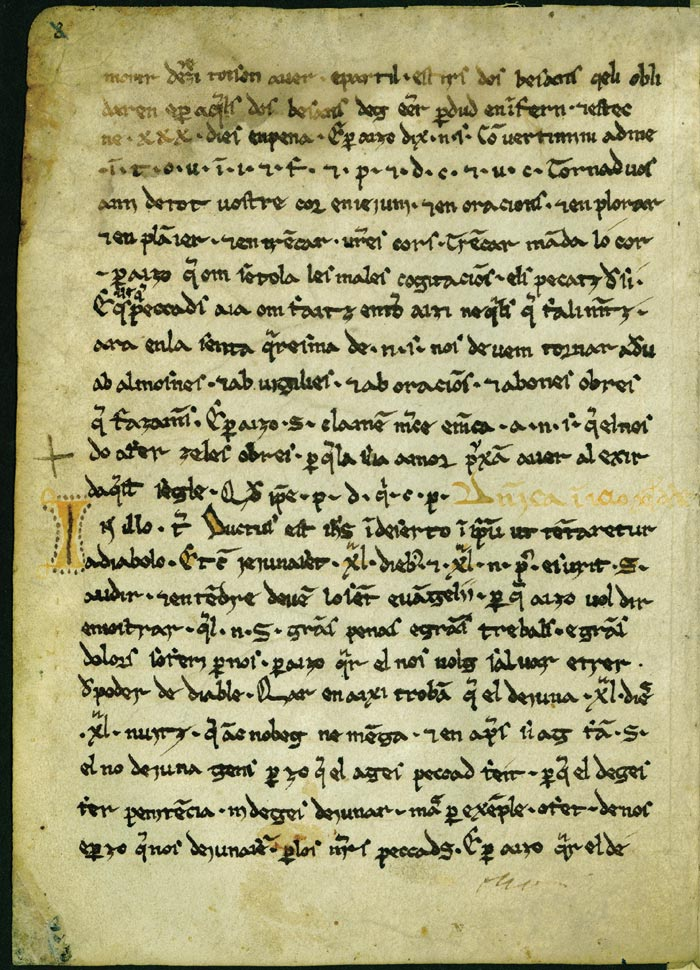
Les Homélies d'Organyà (XIIe siècle), première texte connu écrit en catalan.

L'apparition des comtés catalans est liée à la conquête carolingienne de la Marche d'Espagne, qui vise à contenir l’avancée des musulmans dans la péninsule Ibérique. Immédiatement après la conquête carolingienne, dans les territoires dominés par les Francs, on rencontre la mention de quelques districts politico-administratifs qui reçoivent le nom de comtés. Il existe d'autres circonscriptions plus petites, par exemple pagus, comme Berga ou Vallespir.
Autour du IXe siècle, la langue catalane primitive, issue du latin vulgaire, était apparue dans les comtés catalans du Roussillon, d’Urgell, de Pallars, de Ribagorce, Besalú, dans l’Ampourdan et la Cerdagne, ainsi que certains territoires méridionaux contigus de l’ancienne Tarraconaise. À partir du VIIIe siècle, les comtés catalans étendirent leur territoire en direction du sud (prise de Barcelone en 801) et de l’ouest, en conquérant des territoires sous occupation musulmane, une expansion accélérée avec la séparation du comté de Barcelone de l’empire carolingien en 988.
Aux environs du IXe siècle, les chrétiens occupaient la partie septentrionale de l’actuelle Catalogne — notamment la Vieille Catalogne —, les territoires conquis aux XIe et XIIe siècles au nord de l’Èbre étant connus sous le nom de « Nouvelle Catalogne ».
La culture carolingienne s’impose, et se trouve accompagnée d’un renouveau de la culture latine classique. Le monastère de Ripoll connait un grand rayonnement du IXe au XIe siècle en tant que centre d'enseignement.
Selon l'érudit valencien Jaume Villanueva (1756–1824), celle qu’on pensait la plus ancienne phrase écrite en catalan fut trouvée dans un manuscrit de Ripoll datant du VIIIe siècle depuis perdu. À partir du IXe siècle, plusieurs documents féodaux (surtout des serments et des griefs) écrits dans un latin très dégradé commencent à montrer des éléments de catalan, avec des noms propres, des mots isolés ou même des phrases entières écrites en langue romane. Par exemple, dans l’acte de consécration de la cathédrale Sainte-Marie d'Urgell de 839, la toponymie révèlent de clairs traits catalans, comme l'apocope, de voyelles post-toniques dans Argilers < ARGILARĬUS, Llinars < LINĀRES, Kabrils < CAPRĪLES, et une réduction de groupes latins dans palomera < PALUMBARĬA. Un autre texte, du début du XIe siècle, contient le nom de sept arbres fruitiers :

« morers III et oliver I et noguer I et pomer I et amendolers IIII et pruners et figuers... »

En 988, le comte de Barcelone Borrell II ne reconnaît pas le roi franc Hugues Capet et sa nouvelle dynastie. Le comté de Barcelone, et à sa suite les autres comtés catalans sous sa domination, devient alors indépendant,.
Le Memorial de greuges de Ponç I, comte d'Empúries, contra Jofre, Compte de Roselló (« Mémorial des griefs de Ponce I, comte d’Empúries, Comte de Roussillon », ca. 1050–1060), contenant des phrases entières en roman, est d’une grande importance historique et linguistique. Autour du milieu du XIe siècle, des documents entièrement écrits en catalan commencent à apparaître, comme le Serment de Radulf Oriol (ca. 1028-1047),, Griefs de Guitart Isarn, seigneur de Caboet  (ca. 1080–1095) et le Serment de Paix et de Trêve du comte Pere Ramon (1098). Le poème hagiographique Chanson de sainte Foy d'Agen (Cançon de santa Fe, ca. 1054) n'est pas considéré comme l’un des plus anciens textes en catalans car, son lieu de composition étant inconnu, il est délicat de déterminer s’il est écrit en catalan ou en occitan, en raison de la grande similarité entre les deux langues à cette époque. L’ancien catalan diverge significativement de l’ancien occitan entre les XIe et XIVe siècles.
Il faut attendre le XIIe siècle pour voir apparaître les premiers textes intégralement écrits en catalan, notamment en conséquence de l’apparition d’une nouvelle classe urbaine, la bourgeoisie, qui tout en étant instruite ne connaît pas ou mal le latin, et constitue donc le premier public lecteur de la langue romane.
Le plus ancien semble une feuille manuscrite contenant un fragment d’une traduction du Liber Iudiciorum, datant d’environ 1185. Plus importantes, et postérieures de quelques années sont les Homélies d'Organyà (Homilies d'Organyà), fragment d'un sermon destiné à la prédication de l'Évangile découvert en 1904 à Organyà dans l'Alt Urgell,.
En 1137, la couronne d'Aragon apparaît à la suite de l'union dynastique du royaume d'Aragon et du comté de Barcelone par le mariage de Pétronille d'Aragon et de Raimond-Bérenger IV de Barcelone. La progressive unification de la nouvelle entité et son extension est accompagnée d’une sortie progressive du régime féodal en Catalogne et donne lieu à une profusion de textes juridiques écrits en langue vernaculaire entre le XIe et XIIIe siècles — la plupart des versions qui nous sont parvenues datent du milieu du XIIIe siècle —, parmi lesquels les fors de Valence (1238), les usages de Barcelone (ca. 1180) ou les coutumes de Tortose.

### Caractéristiques linguistiques
Les principaux traits caractéristiques du catalan moderne apparaissent dès la langue médiévale, la plupart sont déjà solidement implantés au XIIIe siècle, seule une petite partie s’affirmera par la suite, souvent de façon dialectale.

#### Vocalisme
L’accent tonique latin se maintient avec une grande solidité en catalan, à de rares exceptions près. Sa place dans le mot conditionne en grande partie l'évolution phonétique, en particulier celle des voyelles.
Les voyelles toniques du latin vulgaire se conservent généralement, à l’exception de Ĕ ([ɛ]), qui se ferme dans certains contextes et de Ē / Ĭ ([e]), qui amorce un changement dont le déroulement est incertain. Dans les dialectes orientaux au moins, elle se neutralise en [ə] (stade archaïque conservé dans les parlers baléares), puis s’ouvrira en [ɛ] dans la plus grande partie du catalan central, : ….
Le catalan connaît aussi, avec l’occitan, la diphtongaison conditionnée des voyelles toniques mi-ouvertes antérieure et postérieure (respectivement [ɛ] et [ɔ]) au contact de yod, mais à la différence de la langue d’oc, cette triphtongue se réduit, tout d’abord en une diphtongue dès le IXe siècle, puis en une monophtongue au XIIe siècle ou avant : ….
De façon précoce, le catalan se distingue de l’occitan par la réduction d’autres diphtongues :
- la diphtongue latine au se ferme en o ([ɔ])[77] : aurĭcŭla > orella.
- la dipthongue romane ai se ferme en e (après une étape en ei / ey dans certains cas)[77],[79] : factu > feyt (forme médiévale) > fet (forme moderne).

Comme l’ensemble du gallo-roman, les voyelles finales chutent très tôt en catalan, à l'exception de -a,, : ….
Dès le IXe siècle, a se ferme en e dans les terminaisons -as et -ant : cantas, cantant > cantes, canten.
Très tôt également, a et e prétoniques tendent à se neutraliser en [ə] dans les parlers orientaux, : ….
On observe une première tendance à la fermeture de o prétonique en u dans certains contextes, notamment devant un i tonique.

#### Consonnantisme
La palatalisation systématique de l- initial se produit dès le catalan ancien, mais à une date incertaine car ce changement n’est généralement pas reflété dans la graphie,.
Les autres consonnes initiales sont maintenues, à la différence du castillan et du gascon, où f- est aspiré, peut-être sous l’influence du substrat basque.
Les consonnes finales latines disparaissent, à l’exception de -s (marque du pluriel et de certaines flexions verbales), -l et -r.
Le -n devenu final après la chute des voyelles finales devient muet, comme en languedocien et dans une partie du gascon, mais à la différence de ces derniers, se maintient au pluriel : MANU > mà (« main », en occitan man, prononcés [ˈma]), au pluriel mans ([ˈmans] en catalan, [ˈmas] en languedocien).
Les consonnes intervocaliques connaissent une lénition, comme dans l'ensemble du roman occidental (excepté dans certains cas en aragonais et en gascon) :
- les consonnes géminées se simplifient[84],[85] : ….
- les sourdes intervocaliques deviennent sonores[84],[86] : ….
- les sonores intervocaliques se fricatisent ou chutent[84],[87] : ….

Les consonnes c et g, toujours occlusives ([k], [g]) en latin, se fricatisent devant e ou i (comme dans l'ensemble des langues néo-latines, mais de façon variable), en [t͡s] / [d͡ʒ] : ….
On observe diverses altérations de certains groupes consonnantiques intervocaliques, :
Absence de bêtacisme (confusion de /b/ et /v/), le phénomène n’apparaissant qu’au XIVe siècle et se généralisant peu à peu, bien qu’encore imparfaitement dans l’actualité.
Palatalisations,, :

### Morphosyntaxe
À la différence de l’occitan et de l’ancien français, le nominatif perd très tôt sa vitalité, et se retrouve seulement dans des textes occitanisés ou dans quelques termes isolés, d’où les doublons étymologiques suivants, respectivement accusatif / nominatif : senyor / sényer (cf. occitan senhor / sénher, français sieur / sire), lladró / lladre (cf. occitan lairon / laire, français larron / ladre), home / hom (cf. occitan òme / òm, français homme / on),.

## Jusqu’à la Renaissance

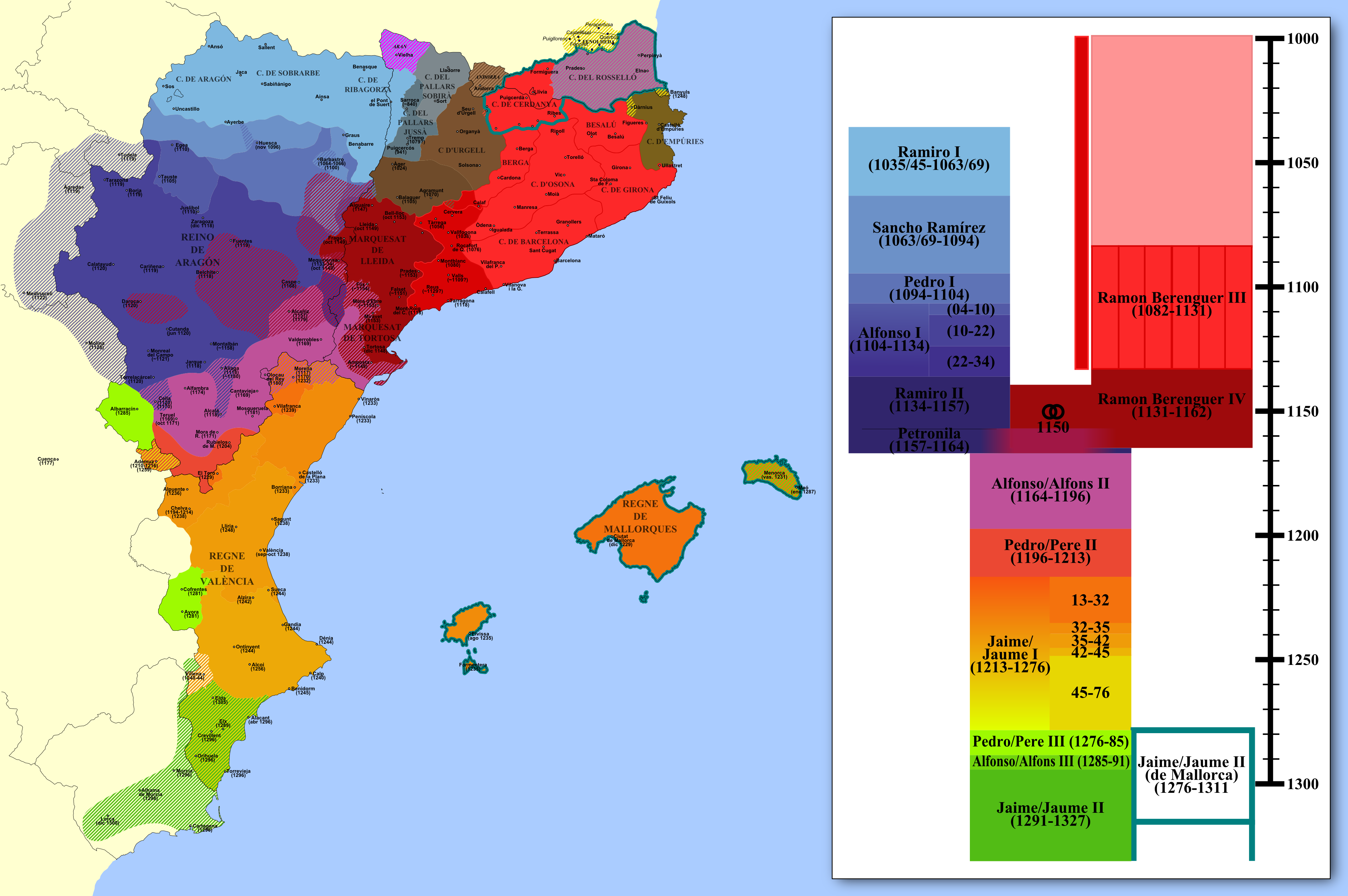
Expansion territoriale de la couronne d’Aragon dans la péninsule et aux Baléares.

### Expansion territoriale
Au cours du XIVe siècle, la couronne d'Aragon conquiert le royaume de Valence et de Majorque, ainsi que la ville d'Alghero en Sardaigne, avec une prédominance des Catalans, qui y apportent leur langue,.

### Apparition et essor du catalan littéraire
La poésie catalane médiévale reste fondamentalement proche de la langue d’oc des troubadours.
Le catalan connaît son âge d’or au cours du Moyen Âge tardif, où il atteint sa plénitude culturelle et sa maturité littéraire. Cette époque est marquée par l’œuvre de Raymond Lulle (1232–1315), Les Quatre Grandes Chroniques (Les quatre grans Cròniques) aux XIIIe et XIVe siècles et l’école de poésie valencienne, qui donne à la langue son Siècle d'or et culmine avec Ausiàs March (1397–1459).
Au XVe siècle, la ville de Valence, capitale de son royaume, est le fleuron de la couronne d'Aragon, qu’elle domine par son dynamisme social, culturel et commercial. Porté par son dynamisme, le catalan est présent dans tout le monde méditerranéen. Alliant le prestige politique à la consolidation linguistique, la Chancellerie royale du royaume de Valence diffuse un modèle de langue écrite très standardisé, qui servira de base à la normalisation du catalan au début du XXe siècle,.
À Valence toujours, au XIVe siècle la littérature est également marquée par la littérature morale de Vincent Ferrier et son disciple Antoni Canals
Le roman chevaleresque Tirant le Blanc d'Ausias March (Tirant lo Blanc, 1490) est considéré comme le chef d’œuvre de la littérature classique catalane et l’un des chefs-d’œuvre de la littérature universelle,,,,. Livre favori de Miguel de Cervantes, qu’il a profondément influencé dans la conception de son Don Quichotte, il marque un jalon important dans l’élaboration du roman moderne,,. La transition des valeurs médiévales vers celle de la Renaissance est également visible dans les œuvres de Bernat Metge et Andreu Febrer,. Selon Joan Costa Carreras, le catalan est « l’une des 'grandes langues' de l’Europe médiévale ». L’essor de la Renaissance est étroitement associé à l’avènement de l’imprimerie. C’est à Valence qu'est imprimé en 1474 le premier livre réalisé avec des caractères mobiles dans la péninsule Ibérique : Trobes en llaors de la Verge maria (« Vers à la louange de la Vierge Marie »),,.
Les premières traces de bêtacisme (perte de l’articulation [v] qui se confond avec les réalisations du phonème /b/) remontent au XVe siècle, un phénomène qui s’est depuis étendu à une grande partie du domaine catalan

#### Changements internes
En catalan oriental se systématise la neutralisation de [a] et [e] atones en [ə], sauf en position finale absolue.
En catalan central et roussillonnais, [ə] tonique s'ouvre en [ɛ], mais se maintient dans les parlers baléares.
Comme l’occitan, le roussillonnais ferme tous les [o] en [u] au XVe siècle.
La diphtongue décroissante ou se dissimile en eu dans creu et veu (contre crotz et votz en occitan).
Désaffrication en [s] de [t͡s] provenant de c+e/i latins. De même, désaffrication de [d͡ʒ] en [ʒ], mais uniquement dans les parlers orientaux[réf. nécessaire].
Dévoisement des occlusives sonores finales, comme en occitan : ….
Quasi-disparition de l'article salat, qui ne se maintient que très localement dans l'actualité. Généralisation de l’article défini renforcé el, contre le classique lo, qui se maintient dans l’actualité essentiellement en valencien septentrional de transition.
Sur le plan de la morphologie verbale, une évolution marque le début d’un des plus grands traits différentiels interdialectal, avec l'apparition d'une voyelle de soutien [e] dans les terminaisons consonantiques de la première personne du singulier au présent de l'indicatif. Ce changement se produit tout d'abord dans les formes terminées par un groupe consonantique, par exemple pour le verbe comprar, la première personne devient compre (caractéristique du valencien actuel), contre la forme compr maintenue en baléare uniquement. Cette tendance se généralisera plus tard à tous les verbes, à la différence des inchoatifs en -éixer / -èixer (par exemple, pour conéixer / conèixer « connaître », maintien de la forme ancienne conec en valencien, contre coneixo en catalan central et nord-occidental). Plus tard, la voyelle de soutien évoluera en -o en Catalogne, et -i en roussillonnais — comme dans une grande partie de l'occitan moderne —.

##### Consolidation de la partition entre blocs occidental et oriental
(Ferrando Francés et Nicolàs Amorós 2011, p. 130-132)
(Veny 2002, p. 20-22)

## XVIIesiècle
À la suite de la signature du Traité des Pyrénées en 1659, la France annexe le comté de Roussillon, les pays de Vallespir, de Conflent et de Capcir et les bourgs et villages de l'est du comté de Cerdagne, qui deviennent la nouvelle province de Roussillon.

## Depuis leXVIIIesiècle

### En France

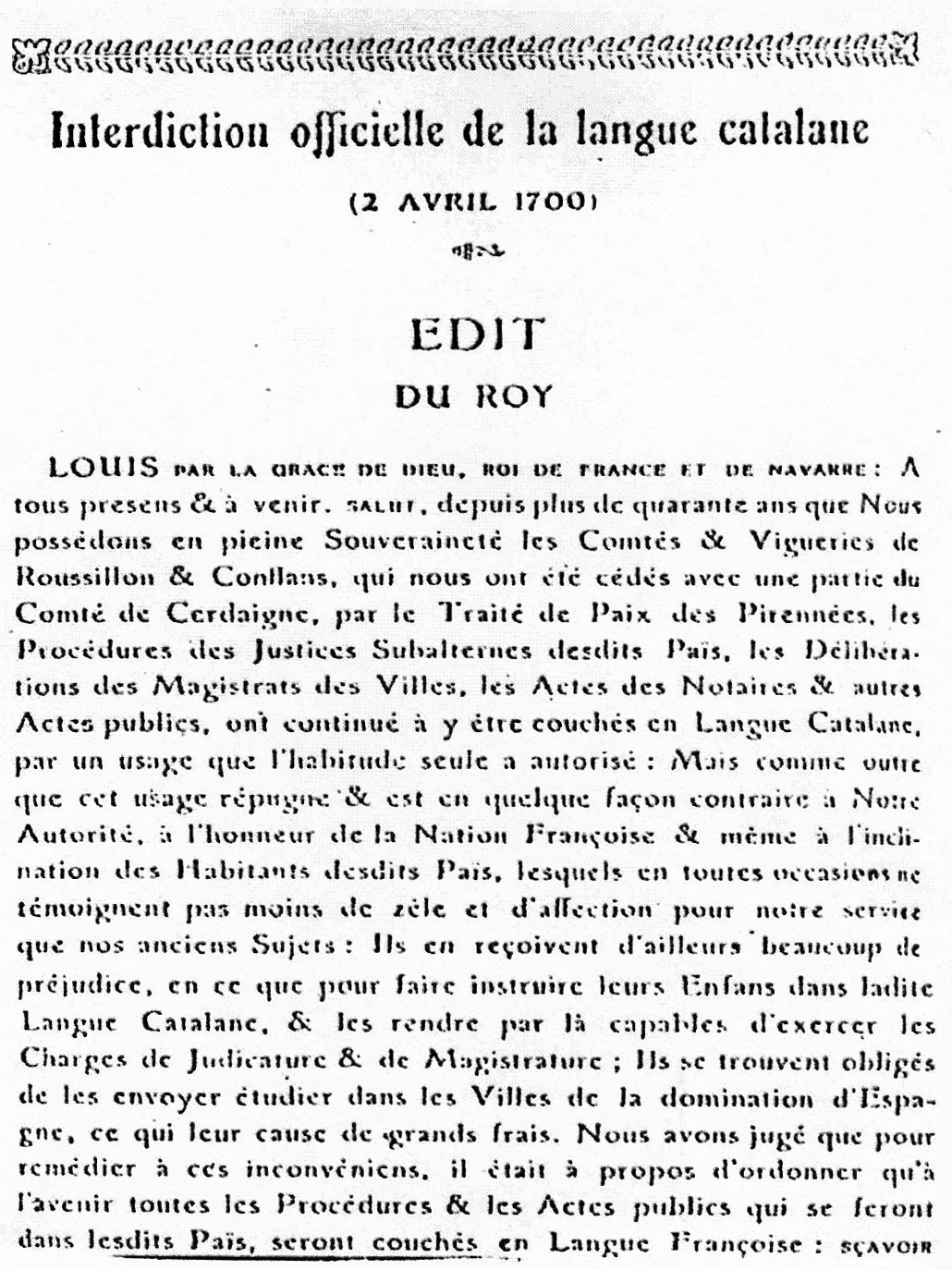
Décret officiel d’interdiction de la langue catalane en France.

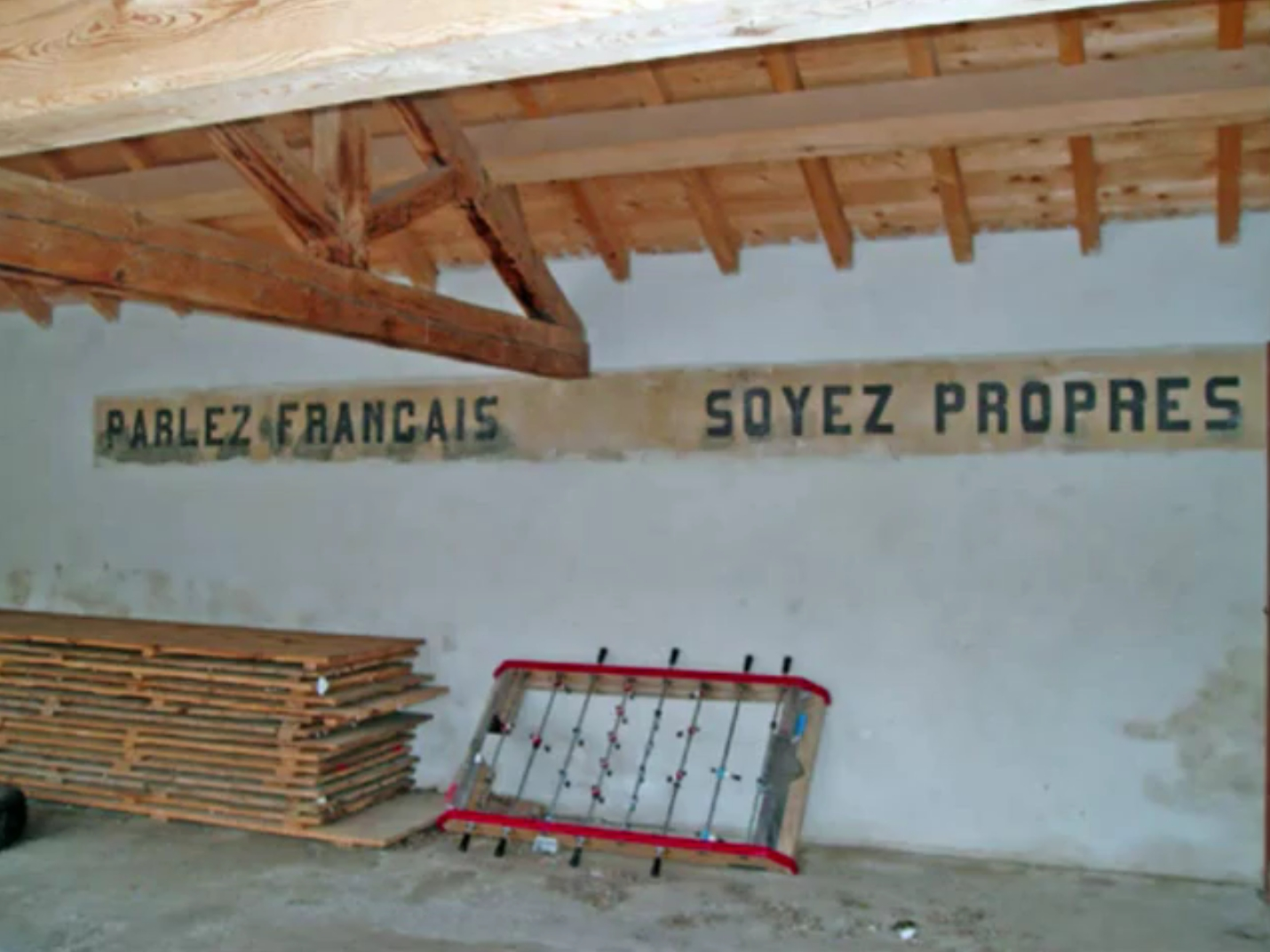
Inscription Parlez français, soyez propres sur le mur d’une ancienne école à Ayguatébia-Talau, dans le Conflent.

Le 2 avril 1700, un décret royal de Louis XVI interdit officiellement l’usage de la langue catalane dans tout document écrit sous peine d’invalidation.

### XVIIIeetXIXesiècles

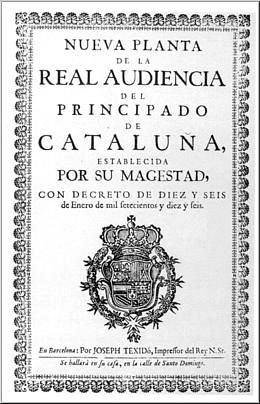
Les Décrets de Nueva Planta.

Après la promulgation des Décrets de Nueva Planta au début du XVIIIe siècle, l’usage du catalan est interdit dans l'administration et l'enseignement du royaume d'Espagne,,,.
Grâce au mouvement de la Renaixença — la « Renaissance » de la langue catalane —, le catalan littéraire connaît une résurgence à partir des années 1830.

### Dictature de Primo de Rivera (1923-1930)
Dès ses débuts, la dictature met en place une politique contraire aux nationalismes périphériques, notamment le catalanisme. L’usage officiel de langues différentes du castillan est interdit, ainsi que l’enseignement du catalan et de l’histoire de la Catalogne, et la présence de drapeaux régionaux dans les bâtiments officiels. Le régime encourage le clergé à prêcher exclusivement en castillan.
Cette politique est massivement rejetée en Catalogne. La dictature marque une étape de radicalisation et un virage à gauche pour le mouvement catalaniste. « Si avant 1928 l’Espagne, pour les Catalans, était la Nation et la Catalogne la Patrie, après cette date se produit un important saut qualitatif et l’on proclame à Barcelone : « l’Espagne est l’État et la Catalogne la Nation » ». Les premières élections après la dictature (les municipales et les générales de 1931) marquent le triomphe du nouveau parti nationaliste catalan Esquerra Republicana de Catalunya, et le déclin des régionalistes de la Lliga.
Au cours de la dictature se produisit « le triomphe transitoire de l’espagnolisme centraliste et uniformisé sur les nationalismes sous-étatiques, mais aussi sur les autres tendances du nationalisme espagnol lui-même ». Ainsi, dans le projet de Constitution de 1929 (es), l’Espagne est définie comme « une nation constituée en État politiquement unitaire », pour la première fois on établit que le castillan est de façon exclusive la « langue officielle de la nation espagnole »,.

### Seconde République (1931-1939)
Quelques semaines après la proclamation Seconde République espagnole, la Generalitat (ca) — gouvernement autonome qui veut une restauration de la Députation du Général de Catalogne (ca) médiéval —, le catalan devient langue co-officielle en Catalogne avec le castillan.[réf. nécessaire]

### Franquisme (1939-1975)
Le régime franquiste développa une politique qui a été qualifiée de « renationalisation autoritaire », visant à l’uniformisation culturelle et idéologique du pays — avec le slogan explicite España una y grande, « l’Espagne une et grande » —. Un de ses principaux éléments fut l’imposition du castillan « seule langue officielle dans l’enseignement et dans l’administration à tous les niveaux » dans tous les territoires, à travers des campagnes de propagand. L'usage du catalan en public est réprimé. En 1963 encore, le ministre de l’Information et du Tourisme, Manuel Fraga Iribarne, soulignait que « l’unité de la patrie […] ne peut pas se voir menacée par l’usage de la langue vernaculaire ». L'édition d'ouvrages dans d'autres langues que le castillan est sévèrement contrôlée et censurée — avec plus de tolérance dans les régions où les particularismes étaient considérés comme les plus inoffensifs, comme au Pays valencien, —. Au-delà de la répression féroce que le régime mène contre les nationalismes périphériques, notamment le catalanisme, qui « devait être supprimé sans pitié dans toutes ses manifestations », il prétendt désactiver les aspirations identitaires alternatives à son centralisme en défendant un modèle qui a été désigné dans l’historiographie sous l’expression péjorative de Regionalismo bien entendidoregionalismo bien entendido (« régionalisme bien compris »), basé sur l’exaltation du folklore, les particularismes se trouvant réduits à la condition de composants secondaires et d'expressions locales d’une identité espagnole supérieure.
La politique de « renationalisation » espagnole a un succès relatif dans les territoires où existait un nationalisme périphérique significatif avant à la guerre : « le message nationaliste espagnol promu par le franquisme fut incapable d’éradiquer l’appui social aux nationalismes périphériques, qui subsistèrent à l'état latent, réfugés dans les familles et les réseaux sociaux informels ». Ce fait est même reconnu, bien que très tardivement, par une partie de l'élite franquiste, comme le prouve la demande conjointe faite à l'État, formulée par les délégués provinciaux du Ministère de l’Éducation et de la Science du Pays basque, de Navarre, de Catalogne et de Galice, de faciliter la pratique des langues vernaculaires aux locuteurs natifs, justifiée par le fait que dans chacun de ces territoires on avait assisté à l’« éveil d’une nouvelle conscience de la langue propre ».
Cette politique de « renationalisation » a un effet contraire à celui escompté à moyen et à long terme au sein des secteurs insatisfaits du régime : la délégitimation sociale du nationalisme espagnol tout entier, identifié avec le régime. Cela est spécialement évident au sein de l'opposition au franquisme, qui en prenant ses distances avec l'espagnolisme, en vint à assumer une grande part des postulats et revendications des nationalismes sous-étatiques,.
L’extrême fermeté des premières années du régime s'atténue néanmoins, et lors des périodes ultérieures, certaines célébrations folkloriques ou religieuse en catalan sont tolérées. À partir du début des années 1950, l’usage du catalan dans les représentations théâtrales est permis. La publication d’ouvrages en langue vernaculaire se maintient néanmoins timidement. Le régime tente d’interdire l’usage du catalan en public et dans les commerces. Le catalan est interdit dans la publicité, la signalisation et dans tous les services publics.

## Synthèse de grammaire historique
Ci-dessous les principaux traits évolutifs caractéristiques du catalan depuis le latin vulgaire tardif — à l’exclusion de l'onomastique, en particulier la toponymie, qui ne suit pas les mêmes principes et se caractérise notamment par un conservatisme très marqué — ; certaines évolutions se retrouvent, partiellement ou totalement dans les autres langues romanes, comme l’illustrent les exemples comparatifs ; ce sont elles qui permettent de caractériser la langue au niveau structurel dans l'ensemble roman.
Toutes les évolutions présentées ici apparaissent dès la langue médiévale, mais pas au même moment et chacune a sa chronologie propre (ce qui permet parfois d'évaluer avec davantage de précision la date d'introduction d'un lemme).
Lorsqu'un mot échappe à ces évolutions, il s'agit souvent d'un mot savant ou demi-savant — c'est-à-dire un mot qui a été introduit tardivement et calqué du latin, ou dont l'évolution normale a été freinée sous  la pression normative ou institutionnelle, souvent de l'Église —, comme en témoignent certains doublets (ou même triplets) étymologiques ; par exemple : farga (populaire) / fàbrica (savant) < latin făbrĭca ; contar (populaire) / comptar (demi-savant) / computar (savant) < lat. cŏmpŭtāre ; dans certains cas, des évolutions ont été freinées afin de maintenir la distinction avec d'autres termes paronymes. Dans d'autres cas les évolutions divergentes peuvent s'expliquer par l'influence analogique de termes existants — on parle de croisement ou d'étymologie populaire —. La morphologie verbale se caractérise par de nombreuses restructurations analogiques — on parle d’« uniformisation des paradigmes » — qui font exception aux principes évolutifs généraux.
Dans le cas des emprunts à d'autres langues, l'évolution est en particulier conditionnée par la date d'introduction : le terme est d'abord adapté selon la morphologie et la phonétique correspondant au moment de son adoption, puis subit normalement les évolutions ultérieures comme des termes populaires. Les plus récents sont beaucoup plus aléatoires et influencés par la normative et les médias (certains emprunts sont « bruts », c'est-à-dire sommairement adaptés à l'inventaire phonétique catalan ; d'autres subissent des adaptations plus ou moins profondes).
Le roussillonnais (catalan septentrional, modalité catalane parlée en France), se distinguant du reste du groupe oriental notamment par des traits le rapprochant de l'occitan languedocien, a été traité séparément dans ce paragraphe.

### Perte des déclinaisons
Le latin classique reposait sur un système de déclinaisons (ou cas), dans lequel la terminaison de chaque nom, adjectif ou pronom indiquait sa fonction grammaticale.
Lors du passage au latin vulgaire, l'affaiblissement ou la perte de certains traits (notamment opposition voyelles longues / voyelles brèves, voir ci-dessous, et chute de -m) rend ce système caduc et ambigu, et les langues romanes développent une série d'innovations partagées permettant la distinction de la fonction des mots, en particulier l'adoption d'un ordre syntaxique plus rigide (typiquement : sujet-verbe-complément, le latin permettant au contraire une liberté presque totale dans le placement des syntagmes) et la création de nouvelles constructions prépositionnelles. Ainsi sont privilégées la construction de « de + ablatif » en remplacement du génitif ou la forme « a(d) + accusatif » en remplacement du datif. Dans les langues romanes, seuls les pronoms personnels maintiennent un système proche du latin classique (distinguant en particulier sujet, complément direct et complément indirect).
Le français et l'occitan maintiennent jusqu'au XIIIe siècle un système casuel simplifié à deux cas — cas sujet et cas oblique —, qui s'avère en grande partie redondant et ambigu (par exemple, le cas oblique singulier se confond dans de nombreux cas avec le cas sujet pluriel, ce qui contribue à expliquer sa disparition ultérieure). On retrouve des traces isolées de l'existence d'un tel système dans quelques textes catalans primitifs — les plus tardifs dans des diplômes des XIe et XIIe siècles —, mais ils sont beaucoup plus rares et il pourrait s'agir dans bien des cas de la traduction d'une influence occitane dans les usages écrits.

### Vocalisme

#### Vocalisme tonique

##### Perte de la quantité vocalique et phonologisation de l'accent tonique
En latin, la quantité vocalique était un trait phonologique pertinent (autrement dit, la quantité vocalique permet de former des phonèmes différents, et donc de distinguer certains mots). En passant au latin vulgaire, puis aux langues romanes, le trait s'est affaibli puis a fini par disparaître totalement. Pour compenser cette perte, qui entraînait la création de nombreux homonymes, les langues romanes ont employé de nouveaux recours pour créer des oppositions dans son système vocalique (notamment en créant des oppositions d'aperture inexistantes en latin classique).
En latin classique, chaque mot porte un accent tonique ; schématiquement : si l'avant-dernière syllabe est longue (c'est-à-dire si la syllabe est entravée ou si sa voyelle est longue), elle porte l'accent tonique, dans les autres cas la syllabe tonique est l'antépénultième (évidemment l'accent des monosyllabes retombe sur l'unique syllabe). La valeur de cet accent tonique est phonétique, et non phonologique, étant donné qu'il est déterminé par la répartition des quantités vocaliques des différentes syllabes du mot, qui ont elles un caractère phonologique. Pour compenser la perte du trait de quantité, le catalan, à l’instar de la plupart des autres langues romanes, donne à l'accent tonique un caractère phonologique. Cet accent joue un rôle fondamental dans l'évolution du latin aux différentes langues romanes : la voyelle tonique s'avère extrêmement stable et les langues romanes ont un système vocalique tonique plus riche que le système atone. De plus l'évolution des voyelles atones est en grande part conditionnée par leur place par rapport à l'accent.
Le catalan se caractérise par un ferme maintien de l'accent tonique hérité du bas latin vulgaire. On trouve ainsi fréquemment des proparoxytons (mots accentués sur l'antépénultième syllabe), bien que moins nombreux qu'en espagnol, portugais et italien (notamment en raison de la chute des voyelles finales). Ce trait l'oppose au gallo-roman ainsi qu'à l'aragonais, où différentes solutions (chute de la voyelle post-tonique essentiellement, parfois déplacement de l'accent vers la post-tonique en aragonais ou occitan) ont pratiquement éradiqué les proparoxytons. On trouve des cas isolés de déplacement d'accent en catalan, par exemple humit < latin hūmĭdu, l'accent se trouvant déplacé par analogie avec les participes en -it, ou encore esperit < lat. spīrĭtu (français esprit, occitan esperit ; dans ce cas le déplacement d'accent remonterait au latin tardif ecclésiastique).
En latin vulgaire la syllabe tonique diffère de celle du latin classique dans certains cas. Par exemple, dans les séquences du type « ĭ ou ĕ + voyelle » en hiatus (du type bestĭŏla, arānĕa), ĕ et ĭ évoluent en yod (> [j]) dès le latin vulgaire et, dans le cas où ces dernières sont toniques en latin classique, l'accent se déplace vers la voyelle subséquente.

##### Évolutions générales
Les voyelles longues du latin classique tendaient à être plus fermées que les brèves. Cette différence d'aperture est systématisée et tend à acquérir une valeur phonologique dans le latin vulgaire, trait transmis à la plupart des langues romanes.
On peut schématiser comme suit l'évolution des voyelles toniques latines dans le passage au catalan :
| latin classique | latin vulgaire                                                                  | catalan | autres langues romanes |
| --------------- | ------------------------------------------------------------------------------- | --- | --- |
| ā ă             | [a]                                                                             | [a] | [a] en occitan général, italien, castillan, portugais, [a] en syllabe fermée et [e] en syllabe ouverte en français |
| ĕ               | [ɛ]                                                                             | [ɛ] | [ɛ] en occitan général, italien ie > [je] en castillan et aragonais |
| ē ĭ             | [e]                                                                             | [ɛ] (ouvert) en catalan central et dans une petite partie du majorquin [e] (fermé) en catalan occidental et alguérois [e̞] (d'aperture médiane) en roussillonnais [ə] en catalan médiéval (débattu, voir note) et dans la plus grande partie des parlers baléares modernes, | [e] en occitan, italien... [e] d'aperture moyenne en castillan |
| ī               | [i]                                                                             | [i] | [i] en occitan, castillan, italien |
| ŏ               | [ɔ]                                                                             | [ɔ] | [ɔ] en occitan, italien ue > [we] en castillan et aragonais |
| ō ŭ             | [o]                                                                             | [o] roussillonnais [u] | [u] en occitan ([o] en occitan médiéval), [o] en italien, [o] d'aperture médiane en castillan... |
| ū               | [u]                                                                             | [u] capcinois [ø] | [y] en gallo-roman ([ø] en languedocien sud-occidental) et dans une partie du rhéto-roman, [u] en italien, castillan, portugais |
| ae              | [ɛ] (ou plus rarement [e])                                                      | [ɛ] | |
| oe              | [e]                                                                             | [e] | |
| au              | [aw] (pas de monophtongaison générale, mais évolution variable selon les zones) | [ɔ] | [aw] en occitan, roumain et une partie du rhéto-roman, [o] en français (< [aw] en ancien français), [ɔ] en italien, ou en portugais (prononcé [o] dans la plupart des parlers modernes), castillan [o] d'aperture médiane, sarde [a] |

commentaires
- L'évolution ū latin > [u][154] est un trait conservateur que l'on retrouve en ibéro-roman et italien : lluna > [ˈʎunə], [ˈʎuna]) ; ce trait l'oppose au gallo-roman, qui connaît l'innovation ū > [y] : occitan luna [ˈlyno̞], français lune [lyn].
- Comme on le voit dans le tableau, la réduction des diphtongues latines au et ai (respectivement en o ouvert [ɔ] et e fermé [e] en catalan) se produit également en ibéro-roman et en italien. Le maintien de ces diphtongues est un trait conservateur caractéristique de l'occitan (certains parlers modernes tendent toutefois à les réduire)[155]. audīre, caulis, paucu, causa, pāupere > oir, col, poc, cosa, pobre ; occitan : ausir, caul, pauc, causa, paure ; castillan oír, col, poco, cosa, pobre. lāicu > llec ; castillan lego.

En catalan comme dans les autres langues romanes, ces lois de changement ne sont pas absolues et ont connu de nombreuses variations ou restructurations liées au contexte phonétique (voir infra). Par exemple, le suffixe (tonique) -ori, issu du latin -ōrium(m), est toujours prononcés [ˈŏɾi], avec o ouvert malgré le ō long latin. En particulier, les voyelles toniques de certains termes grammaticaux utilisés le plus souvent comme prétoniques (c'est-à-dire qui ne sont pas accentués dans le discours mais tendent au contraire à former une unité accentuelle avec le terme suivant) sont plus instables et évoluent souvent comme des voyelles atones.
Le catalan se caractérise ainsi par l'absence de diphtongaison spontanée de ĕ et ŏ toniques latins (dite « diphtongaison romane » ou « diphtongaison spontanée »), comme le portugais et l'occitan médiéval. Ce trait l'oppose au français et à l'italien, où ces sons ont débouché des diphtongues en syllabe ouverte (souvent réduites en français moderne mais dont la graphie garde la trace), et plus notoirement au castillan, ainsi qu'à l'aragonais, où la diphtongaison s'est produite indépendamment du type de syllabe :
| latin | catalan | occitan                           | portugais | italien           | français | castillan |
| ----- | ------- | --------------------------------- | --------- | ----------------- | -------- | --------- |
| fĕru  | fer     | fèr (médiéval fer)                | fero      | fiero (anc. fero) | fier     | fiero     |
| tĕrra | terra   | tèrra (médiéval terra)            | terra     | terra             | terre    | tierra    |
| fŏcu  | foc     | fòc/fuòc/fuec/fuèc (médiéval foc) | fogo      | fuoco             | feu      | fuego     |
| pĕde  | peu     | pè (médiéval pe)                  | pé        | piede             | pied     | pie       |

##### évolutions conditionnées
- Diphtongaison devant yod ou palatale (romanes) de ĕ et ŏ toniques latins (cas où le castillan ne dipthongue pas), ultérieurement réduite en i, u[158]. Cette diphtongaison (sans réduction) est également présente en occitan[159]. Dans bon nombre de cas ĭ est l'évolution vulgaire (yod) de e classique en hiatus. ĕ tonique latin a diphtongué en catalan devant les groupes primaires ct, x, dĭ, rĭ, nĭ, lĭ, et devant le groupe secondaire cl (issu de la chute de la voyelle médiane)[160] ; la diphtongue de ŏ s'est essentiellement produite devant ĭ, ssĭ, stĭ, nĭ, lĭ (ŏlĕu > oli [ˈɔli] est une exception), rĭ, ct et x primaires, et devant cl et lg secondaires[161]. Les deux phénomènes sont parallèles et se sont probablement déroulés simultanément.

Exemples d'évolution conditionnée ĕ > i :
| latin classique           | latin vulgaire (ou forme romane ancienne) | catalan                                                                                     | occitan                                          | autres langues romanes |
| ------------------------- | ----------------------------------------- | ------------------------------------------------------------------------------------------- | ------------------------------------------------ | --- |
| pĕctus (accusatif neutre) | *peitus                                   | pits (forme médiévale, plus tard interprétée comme un pluriel, d'où pit en catalan moderne) | pièch, pièit                                     | castillan pecho, portugais peito, it. petto, français pis (ancien français peiz)                                                                                                |
| profĕctu                  | *profĕĭtu                                 | profit                                                                                      | profièch, profièit                               | castillan provecho (aragonais probeito, profeito, proueito), portugais proveito, ancien italien profetto (l’italien moderne profitto est issu de l’ancien français), fr. profit |
| despĕctum                 | *despĕitu                                 | despit                                                                                      | despièch, despièit                               | castillan despecho (aragonais despeito), portugais despeito, italien dispetto (forme ancienne despetto), français dépit (ancien français despit)                                |
| mĕdiu                     | ?                                         | mig                                                                                         | mièg                                             | castillan medio, portugais médio, italien mezzo, français mi- (préfixe) |
| lĕctu                     | *lĕitu                                    | llit                                                                                        | lièch, liech, lèit, lièit                        | castillan lecho (attesté au XIVe siècle ; variantes médiévales antérieures : leito, lieto, leycho), portugais leito, italien letto, français lit                                |
| spĕculu                   | *spĕc'lu                                  | espill                                                                                      | espelh (< *spĭculu), espielh (formes médiévales) | castillan espejo (aragonais espiello), portugais espelho, it. specchio |
| ŏculu                     | ŏclu *uoll                                | ull                                                                                         | uèlh, uòlh                                       | castillan ojo (aragonais güello, huello), portugais olho, italien occhio, français œil                                                                                          |

Exemples d'évolution conditionnée ŏ > u :
| latin classique | latin vulgaire (ou forme romane ancienne) | catalan                                                               | occitan                    | autres langues romanes                                                                       |
| --------------- | ----------------------------------------- | --------------------------------------------------------------------- | -------------------------- | -------------------------------------------------------------------------------------------- |
| nŏcte           | *nŏite                                    | nuit/nuyt (forme médiévale, réduite en nit dans les parlers modernes) | nuèch, nuech, nuòch, nuèit | castillan noche (aragonais noite, nuet, nuey), portugais noite, italien notte, français nuit |
| fŏlia           | ?                                         | fulla                                                                 | fuèlha / fuòlha            | castillan hoja (aragonais fuella), portugais folha, français feuille, italien foglia         |
| cŏxa            | ?                                         | cuixa                                                                 | cuèissa/cuòissa            | castillan coja, portugais coxa, français cuisse, italien coscia                              |

- Latin ĭ, ē > [ɛ] dans les syllabes fermées en r (comme en niçois et provençal rhodanien notamment ; en français moderne, l'ouverture en [ɛ] se produit dans tous les cas en syllabe fermée) : vĭride > verd [ˈbɛɾt], [ˈvɛɾt].

#### vocalisme atone
- Chute des voyelles atones finales à l'exception de -A : muru, flore > mur [ˈmuɾ], flor [ˈflɔ]/[ˈflɔɾ] ; ce trait l'apparente au gallo-roman (occitan mur [ˈmyɾ]/[ˈmyʁ], flor [ˈflu] ; français mur [myʁ], fleur [flœʁ]) et l'oppose au groupe ibéro-roman, ce dernier conservant les voyelles finales à l'exception de -e dans de nombreux cas (muro, flor en castillan et en portugais[168]) ou  italo-roman qui les conserve toutes (muro, fiore en italien)[50].

##### évolutions conditionnées
- Derrière certains groupes consonantiques difficiles à prononcer ou inexistants dans le système phonologique catalan en finale (tr, dr, gr, pl, ct...), la syncope de la voyelle finale est compensée par l'ajout d'un -e final épenthétique (comme en occitan et, sauf dans le dernier cas, en langue d'oïl ; ce e est amuï en français moderne standard [e « muet »]) ou, plus rarement, -o : tĕmplu, quădru, sŏcru, contāctu, respĕctu > temple, quadre/quadro, sogre, contacte, respecte (occitan temple, quadre, sògre, contacte, respècte).

### Consonantisme
De façon générale les langues romanes se caractérisent par une présence de palatales et de fricatives supérieure au latin, qui se révèle une langue très pauvre dans ces modes d'articulation (seulement deux fricatives s et f, qui peuvent être géminées, et aucune palatale). La langue catalane ne fait pas exception et des phénomènes de palatalisation et de fricatisation se rencontrent dans un grand nombre de combinaisons impliquant des consonnes.
Le catalan suit les tendances générales du traitement des consonnes dans le domaine roman occidental, avec quelques nuances particulières qui seront détaillées ci-dessous :
- tendance au maintien des consonnes initiales ([l] est palatalisé en [ʎ] en catalan)
- usure des intervocaliques : simplification des géminées, voisement des occlusives sourdes, fricatisation des sonores, amuïssement
- en position finale : disparition de la plupart des autres consonnes (le /-m/ a déjà chuté en latin vulgaire), intériorisation de /-r/ (ĭnter >entre), etc.

#### consonnes simples
- comme dans la plupart des langues romanes modernes, fricatisation de c et g devant e ou i :
  - [k] (+ [e], [i], [j]) > [c]/[ts] > [s] : cāelu > cel [ˈsɛl] ; occitan : cèl/cèu [ˈsɛl]/[ˈsɛw] ; castillan : cielo [ˈθjelo]/[ˈsjelo] ; français : ciel [ˈsjɛl] ; portugais : céu [ˈsɛw] ; italien cielo ['tʃɛlo] ; roumain cer ['tʃer].
  - [g] (+ [e], [i], [j]) > [dʒ] > [ʒ] / [dʒ] ; gĕlu > gel [ˈʒɛl / [ˈdʒɛl] ; languedocien : gèl [ˈdʒɛl] ; italien gelo [ˈdʒɛlo]
- Maintien des groupes initiaux pl-, cl-, fl- (trait gallo-roman et aragonais). Ce trait l'oppose au groupe ibéro-roman (le groupe est palatalisé en castillan[169] et portugais) et à l'italien, qui vocalise le l du groupe en i [j].

Exemples :
| latin   | catalan | occitan | aragonais | français | castillan | portugais | italien |
| ------- | ------- | ------- | --------- | -------- | --------- | --------- | ------- |
| plicāre | plegar  | plegar  | plegar    | plier    | llegar    | chegar    | piegare |
| clāve   | clau    | clau    | clau      | clef     | llave     | chave     | chiave  |
| flămma  | flama   | flama   | flama     | flamme   | llama     | chama     | fiamma  |

- derrière voyelle tonique, chute de -n- intervocalique devenu final à la suite de l'apocope de la chute des voyelles finales latines, comme en languedocien et limousin (ainsi qu'en gascon dans de nombreux cas)[171] :  pāne, vīnu > pa [ˈpa], vi ˈbi|ˈvi ; occitan pan (languedocien, limousin, gascon > [ˈpa] ; languedocien, gascon > [ˈbi] / limousin > [ˈvji][172]) ; castillan pan, vino ; italien pane, vino ; portugais pão, vinho. À la différence de l'occitan toutefois, n est maintenu dans les pluriel (sauf en roussillonais) : pans, vins > [ˈpans], [ˈbins] / [ˈvins] (languedocien, roussillonnais pans, vins > [ˈpas], [ˈbis]).
- Sauf en valencien[173], forte tendance à l'amuïssement de r devenu final après la chute des voyelles finales latines, systématique dans les infinitifs (le r est néanmoins toujours maintenu dans la graphie). Ce trait est commun à l’ensemble du domaine occitan (dans l'ensemble occitano-roman, seuls le valencien et certains parlers vivaro-alpins ont maintenu -r). Ce -r est en revanche réactivé lorsque l'infinitif est suivi d'un pronom enclitique.
- Comme dans toutes les langues romanes occidentales (hormis l'aragonais[174]), voisement des consonnes occlusives sourdes intervocaliques ou devant consonne sonore[50] : -p-, -t-, -c- > -b-, -d-, -g-. căpra, catēna, secūru > cabra, cadena, segur ; termes identiques en occitan méridional ; castillan cabra, cadena, seguro ; italien (roman oriental) : capra, catena, sicuro. Les consonnes résultantes sont fricatisées (prononcées [β ð ɣ]), comme en ibéro-roman, languedocien et gascon.
- Réduction des groupes consonnantiques -mb-, -nd- > -m-, -n- (cămba, cŭmba, mandāre, bĭnda > cama, coma, manar, bena), comme en gascon et dans certains parlers languedociens contigus.
- Dévoisement des sonores finales. Ainsi, en finale, b, d, g > [p], [t], [k] (le groupe -ig final donne [t͡ʃ]), comme en occitan (consonnes amuïes dans les parlers averno-méditerranéens modernes) : verd, àrab > [ˈbɛɾt] / [ˈvɛɾt], [ˈaɾəp] /[ˈaɾap].

Palatalisations (que l'on retrouve de façon éparse dans d'autres langues romanes) :
- l- initial > ll [ʎ][175] : lūna, lēge > lluna, llei. Ce trait est commun avec l'asturléonais ; certains ont voulu y voir la marque d'un ancien substrat ibère (l'astur-léonais palatalise également n initial, phénomène ignoré du catalan). On le trouve également dans les parlers fuxéens (à l'extrême sud-ouest du domaine languedocien, dans une région de transition avec le catalan : lhuna contre la forme panoccitane luna).
- Palatalisation de -is- [jʃ]/[ʃ] issu de -x-, -sc- : cŏxa, pĭsce > cuixa, peix. On retrouve ce trait en gascon (où la palatale résultante est notée (i)sh) et dans les parlers fuxéens.
- -ly-, -ll-, -c'l-, -t'l- > ll [ʎ]; mŭlier > muller ; cabăllu(m) > cavall ; aurĭcŭla(m) > *oric'la > orella ; vĕtulu > *vet'lu > vell. On retrouve ce trait en occitan : molhèr, cavalh, vièlh, aurelha[176]. En castillan, -ll- donne également [ʎ] (caballo). Dans les autres cas, le castillan médiéval présente une fricative palatale, qui a évolué en [x] dans la langue moderne : mujer, oreja, viejo. Dans certains cas comme vīlla > vila, la géminée s'est simplement réduite (occitan vila, castillan villa).
- [j] initial > [dʒ] > [ʒ] / [dʒ] ; iăctāre > gitar [ʒiˈta] (oriental) / [dʒiˈtaɾ] (valencien) / [dʒiˈta] (nord-occidental) (occitan : gitar [dʒiˈta] ; italien : gettare [dʒetˈtare]).
- -nn-, -ni-, -gn- > ny [ɲ] ; ănnu > any, lĭgna > llenya. Le castillan et le portugais palatalisent également : año/anho, leña/lenha ; l'occitan médiéval patalise (lenha > [ˈleɲa], mod. [ˈleɲo̞]) mais réduit à [n] dans la plupart des parlers modernes en position finale an > [ˈan]. L'italien palatalise -gn (legna > [ˈleɲɲa]) mais maintient -nn- (anno > [ˈanno])

Traits spécifiques :
- Chute de -c- devant e et i ainsi que de -ti-, en position intervocalique prétonique :

| latin      | catalan                                       | occitan                          | castillan                                         | français |
| ---------- | --------------------------------------------- | -------------------------------- | ------------------------------------------------- | --- |
| placēre    | plaure, plaer                                 | plàser (variante plaire), plaser | placer                                            | afr. plaisir, fr. mod. plaisir, plaire (ce dernier est d'origine mal établie, peut-être issu d'une analogie ou bien d'un doublon lat. placĕre) |
| ratiōne    | raó                                           | rason                            | razón                                             | raison |
| recĭpĕre   | rebre                                         | recebre                          | recibir                                           | recevoir |
| cocīna     | cuina                                         | cosina                           | cocina                                            | cuisine |
| vicīnu     | veí                                           | vesin                            | vecino                                            | voisin |
| faciĕnda   | faena (forme ancienne et valencienne) / feina | fasenda                          | hacienda (faena est emprunté au catalan médiéval) | ? |
| faciĕnte   | fent (faent dans la langue médiévale)         | fasent                           | haciendo                                          | faisant |
| lucĕrna    | lluerna                                       | lusèrna                          | lucerna                                           | ancien français luiserne, 'lampe, lanterne' (luzerne est emprunté à l'occitan)                                                                 |
| *attitiāre | atiar                                         | atisar                           | atizar                                            | attiser |
| lucēre     | lluir                                         | lusir                            | lucir                                             | ancien français luisir (le moderne luire est une variante analogique)                                                                          |
| Saracēnu   | sarraí                                        | sarrasin                         | sarraceno                                         | sarrazin |
| racēmu     | raïm                                          | rasim                            | racimo                                            | raisin |

De  même, l'occitan médiéval aizina (moderne aisina) donne en catalan eina (attesté vers 1300).

vocalisations de consonnes finales :
- -d- intervocalique latin devenu final donne -u [w] :

| latin | catalan | occitan | castillan | italien | français                               |
| ----- | ------- | ------- | --------- | ------- | -------------------------------------- |
| pĕde  | peu     | pè      | pie       | piede   | pied                                   |
| prōde | prou    | pro     | pro       | prode   | prou (ancien français prod, pro, prut) |

- -ti-, -te, -ci et -ce post-toniques > u [w][réf. nécessaire] :

| latin     | catalan  | occitan   | castillan | italien                                  | français  |
| --------- | -------- | --------- | --------- | ---------------------------------------- | --------- |
| crŭce     | creu     | crotz     | cruz      | croce                                    | croix     |
| cicatrīce | cicatriu | cicatritz | cicatriz  | cicatrice                                | cicatrice |
| nŭce      | nou      | notz      | nuez      | nuce                                     | noix      |
| pāce      | pau      | patz      | paz       | pace                                     | paix      |
| pŭteu     | pou      | potz      | pozo      | pozzo                                    | puits     |
| vŏce      | veu      | votz      | voz       | voce                                     | voix      |
| prĕtiu    | preu     | prètz     | precio    | prezzo (formes anciennes prezio, pregio) | prix      |

Tous les mots savants en -īce (> -iu) sont affectés par ce changement : matrīce > matriu, 'matrice' (occitan matritz, italien matrice, etc.)
- -tis des flexions verbales de deuxième personne du pluriel > -u [w], après une étape médiévale en -tz (maintenue -tz > [s] en occitan moderne)[110].

#### groupes consonantiques
- Le groupe -act- devient -et , après une étape médiévale en -eit/-eyt : lacte, factu > *lleit, *feit (feyt est attesté en catalan médiéval) > llet, fet ; castillan : leche, hecho ; languedocien oriental et provençal lach, fach ; languedocien occidental lait, fait ; aranais lèit, hèt ; italien latte, fatto.

### Le roussillonnais
Traits différentiels :
- Absence de mots proparoxytons[177], comme dans la quasi-totalité de l'occitan. Cela se traduit par un déplacement de l'accent sur la pénultième syllabe pour le cas général des proparoxytons, mais une chute de la voyelle finale pour les mots en -ia atone : música, bèstia > musica ([muˈzikə]), besti ([ˈbesti])[177].
- Absence d'opposition [o]/[ɔ] pour les mots patrimoniaux : [ɔ] devient un [o] d'aperture médiane, tandis que [o] devient [u] (comme en occitan) et se confond ainsi avec u issu de ū latin (également [u] dans le reste du catalan, [y] en gallo-roman). Dans le parler capcinois néanmoins, ū latin > [ø], comme dans le languedocien sud-occidental (dont il est contigu)[177].
- Absence d'opposition [e]/[ɛ], e tonique étant prononcé avec une aperture moyenne[177].

## Lexique

### germanismes
(Ferrando Francés et Nicolàs Amorós 2011, p. 73-76)

### arabismes
(Barceló 2011)

### hispanismes
(Colón 1989)